# Тецкоју (Дамбовица)
Тецкоју (рум. Tețcoiu) насеље је у Румунији у округу Дамбовица у општини Матасару. Oпштина се налази на надморској висини од 167 m.

## Становништво
Према подацима из 2002. године у насељу је живело 1108 становника.

### Попис2002.
| Расподела становништва по националности 2002.‍ | Расподела становништва по националности 2002.‍ | Расподела становништва по националности 2002.‍ | Расподела становништва по националности 2002.‍ | Расподела становништва по националности 2002.‍ |
| --------------------------------------------- | --------------------------------------------- | --------------------------------------------- | --------------------------------------------- | --------------------------------------------- |
|                                               |                                               |                                               |                                               |                                               |
| Румуни                                        | Румуни                                        |                                               | 835                                           | 75,4%                                         |
| Роми                                          | Роми                                          |                                               | 273                                           | 24,6%                                         |